# Fear, uncertainty and doubt
FUD (del inglés, Fear, Uncertainty and Doubt, en español miedo, incertidumbre y duda) es una expresión con la que se califica a una determinada estrategia comercial o política, consistente en diseminar información negativa, vaga o sesgada con el objeto de perjudicar a un competidor. El término se originó para describir las tácticas desinformativas en la industria de la informática, desde donde se ha adaptado para distintos campos. 
El FUD es una manifestación de la apelación al miedo, un tipo de falacia conocida desde antiguo como argumentum ad baculum, muy frecuente en política y en mercadotecnia. 

## Definición
El término FUD fue definido por primera vez por Gene Amdahl después de abandonar IBM para fundar su propia compañía, Amdahl Corp.: "FUD es el miedo, incertidumbre y duda que los vendedores de IBM instalan en la mente de los clientes potenciales que pudieran haber considerado los productos Amdahl" ("FUD is the fear, uncertainty, and doubt that IBM sales people instill in the minds of potential customers who might be considering Amdahl products.") El término también le ha sido atribuido a Ulrich Weil, analista de cómputo veterano de Morgan Stanley.
Eric S. Raymond escribe:
"La idea es, desde luego, persuadir a los compradores para que usen productos seguros de IBM más que el equipo de los competidores. Este cohecho implícito era tradicionalmente apuntalado por la promesa de que cosas buenas le sucederían a las personas que se quedaran con IBM, pues Sombras Negras se cernían sobre el futuro de los productos o programas de la competencia. Después de 1991 el término se ha generalizado para referirse a cualquier clase de desinformación usada como un arma competitiva."
Los oponentes de algunas grandes corporaciones afirman que la difusión de miedo, incertidumbre y duda es una técnica de mercadeo falta de ética,que estas corporaciones utilizan conscientemente. Al difundir información cuestionable sobre los inconvenientes de productos menos conocidos, una compañía establecida puede disuadir a los compradores para que no compren ninguno de los productos de sus competidores, independientemente de sus méritos técnicos. Este es un fenómeno reconocido, personificado por el tradicional axioma del departamento de compras: "Nunca nadie ha sido despedido por comprarle a la IBM." El resultado es que muchos departamentos de TI en muchas empresas terminan comprando software que saben que es técnicamente inferior, porque la administración superior prefiere usar una marca reconocida.

## Acontecimientos recientes
Aunque se le atribuye tradicionalmente a IBM, a partir de la década de 1990 el término se ha asociado cada vez más con Microsoft. Los Documentos Halloween, documentos internos filtrados de Microsoft cuya autenticidad fue reconocida por la compañía, usan el término FUD para describir una táctica potencial contra el software libre: "El OSS es creíble a largo plazo [...] las tácticas FUD no pueden ser usadas para combatirlo."
"OSS is long-term credible … [therefore] FUD tactics can not be used to combat it." 
Más recientemente, Microsoft ha emitido declaraciones acerca de la "naturaleza viral" de la licencia GPL de GNU, que los partidarios del software libre identifican como FUD. Las declaraciones de Microsoft están casi siempre encaminadas contra la comunidad GNU/Linux, para desanimar la adopción de Linux en gran escala, lo que podría lesionar la cuota de mercado de Microsoft.
La demanda de SCO Group contra IBM de 2003, alegando que la propiedad intelectual de SCO había sido violada por miembros de la comunidad de software libre, ha sido identificada también como un intento de extender FUD sobre Linux. De hecho, IBM alega en la contrademanda presentada que SCO está diseminando FUD.
Algunos partidarios del software libre aplican con frecuencia la etiqueta de FUD a las personas o compañías que ellos consideran que atacan injustificadamente a GNU/Linux u otros productos de código abierto como Mozilla Firefox. La razón de la especial sensibilidad de la comunidad del software libre hacia estas tácticas mercadotécnicas, es que tradicionalmente el FUD se ha aplicado de forma eficaz contra el software libre (atribuyéndole una supuesta falta de soporte técnico, o de seguridad, o de profesionalismo al ser realizado a menudo como hobby, o de dificultad insuperable para el usuario final, etc.), al no contar con poderosas campañas de marketing detrás, como el software propietario, que contrarrestase esta forma de desacreditarlo.
El FUD puede ser usado también para "manchar" la crítica o el debate legítimos, incluso en casos donde los alegatos carecen de mérito o sustento. Esta táctica se usa generalmente en casos en los que la publicidad inicial sobre los alegatos de FUD sobrepasará cualquier retractación posterior. Esto es un caso clásico de falacia lógica conocida como ataque ad hominem. Paralelamente, aquellos afectados pueden desestimar la crítica por ser tácticas FUD, por ejemplo, cuando los directores de mercadeo de compañías competidoras señalan defectos de facilidad de uso en el software libre.